# 百沃特文利工程有限公司
百沃特文利工程有限公司（Biwater Plc）為英國一家處理水和污水公司。其主要專責於建造各項污水處理設施，主要活動於英國，但同時在全世界亦有據點。
百沃特文利工程有限公司可分為三大部分：
- 百沃特文利國際（Biwater International）

百沃特文利國際專責於非歐洲地區的業務。

## 相關網站
- 百沃特文利工程有限公司 （页面存档备份，存于）
- Biwater Treatment Ltd （页面存档备份，存于）
- Farrer Consulting （页面存档备份，存于）
- CASCAL